# فرانز ريتز
فرانز ريتز (بالألمانية: Franz Reitz)‏ ولد بتاريخ 28 يناير 1929 في فيسبادن، وتوفي في 10 يونيو 2011 في فيسبادن، كان دراج ألماني.

## روابط خارجية
- فرانز ريتز على موقع أرشيف الدراجات (الإنجليزية)
- فرانز ريتز على موقع إحصائيات الدراجات الإحترافية (الإنجليزية)
- فرانز ريتز على موقع CycleBase (الإنجليزية)